# Arctodictis
Arctodictis is een uitgestorven buideldierachtige uit de familie Borhyaenidae van de Sparassodonta. Het was een carnivoor die tijdens het Mioceen in Zuid-Amerika leefde. 

## Fossiele vondsten
Fossielen van de typesoort Arctodictis munizi zijn gevonden in de Santa Cruz-formatie in Argentinië. De afzettingen van deze formatie zijn 18 tot 16 miljoen jaar oud. A. sinclairi is beschreven op basis van fossiel materiaal uit de Sarmiento-formatie van Gran Barranca in de Argentijnse provincies Chubut, die uit de South American Land Mammal Age Colhuehuapian dateert. 

## Kenmerken
Arctodictis was de grootste sparassodont uit het einde van het Vroeg-Mioceen. Met een geschat gewicht van 37 tot 52 kg had dit dier het formaat van een hedendaagse bruine hyena. Arctodictis was een op de grond levend dier en het jaagde op grote prooidieren, waaronder grondluiaards, litopternen zoals Theosodon en toxodonten zoals Adinotherium. Het gebit was geschikt voor het kraken van botten en vermoedelijk voedde Arctodictis zich ook met kadavers.